# 布拉格國立美術館
布拉格國立美術館（捷克語：Národní galerie v Praze，简称NGP）是一座位於捷克首都布拉格，由捷克政府所有的國立美術館群。布拉格國家美術館包括了多座建築，每座建築都展示不同主題的美術作品。美术馆群中最大的展馆是贸易展览宫(Veletržní Palác)，它容纳了国家美术馆的现代艺术收藏。其他重要的展览场馆位于波西米亚的圣艾格尼丝修道院、金斯基宫、萨尔姆宫、施瓦岑贝格宫、斯特恩堡宫和华伦斯坦骑术学校。它成立于1796年，是世界上最古老的公共艺术馆之一，也是中欧最大的博物馆之一。國立美術館開幕於1796年2月5日，收藏有畢加索、莫奈、梵高、羅丹、高更、塞尚等眾多國際大家的作品。

## 历史
国家美术馆的历史可以追溯到18世纪末（即1796年2月5日），当时一群波希米亚爱国贵族的杰出代表和中产阶级知识分子决定提升他们所谓的当地居民的“堕落的艺术品味”。该机构获得了“爱国艺术之友协会”的称号，建立了美术学院和画廊。1918年，图片馆成为新成立的捷克斯洛伐克的中央收藏。
1995年，在翻新后的贸易展览宫中开设了专门展示19世纪和20世纪艺术的新空间，它本身是布拉格最大的功能主义建筑，也是该城市中该建筑风格最早的例子之一（1925年开始建造），是国家纪念碑。

## 外部連結
- Official website （页面存档备份，存于）